# قطعنامه ۲۳۸ شورای امنیت
قطعنامه  ۲۳۸ شورای امنیت سازمان ملل متحد که در تاریخ ۱۹ ژوئن ۱۹۶۷ تصویب شد، سندی بین‌المللی دربارهٔ مسئلهٔ قبرس است. این قطعنامه طی نشست ۱۳۶۲‌ام 
با ۱۵ موافق،۰ مخالف و۰ ممتنع تصویب شد.